# Temporada do Sport Lisboa e Benfica de 1995–96
O Sport Lisboa e Benfica, na temporada 1995/96, participou de cinco competições: Primeira Liga, Taça de Portugal, Taça da Liga, Supertaça Cândido de Oliveira e UEFA Champions League.

## Primeira Divisão de 1995–96
Vitória
      Empate
      Derrota

### Campeonato  Jornada 5
| ------- - 17 de setembro de 1995 | Estrela da Amadora | 4 – 0     | Benfica        | Lisboa, Portugal                                                           |  |
| 19:00 UTC                        |                    | Relatório | João Pinto 24' | Estádio: Estádio da Reboleira Público: 4,000 espetadores Árbitro: POR [[]] |  |

| Estrela da Amadora | Benfica |